# Live in Hannover
Live in Hannover – album duetu polskich muzyków jazzowych Krzysztofa Zgraji i Jacka Bednarka. Nagrania zarejestrowane zostały 12 grudnia 1981 podczas występu w sali koncertowej (Kuppelsaal) ratusza w Hanowerze. Album powstał przy współpracy Jazz-Clubu Hannover i Michaela Gehrke. LP został wydany w 1981 przez wytwórnię PolJazz jako jedno z wydawnictw Klubu Płytowego (PSJ-160).

## Muzycy
- Krzysztof Zgraja – flet, flety proste
- Jacek Bednarek – kontrabas

## Lista utworów
Strona A
| 1. | "Blue Monk" (Thelonious Monk)                 |  |
|    |                                               |  |
| 2. | "Autumn Leaves" (Joseph Kosma)                |  |
|    |                                               |  |
| 3. | "Ballada" (Jacek Bednarek, Krzysztof Zgraja)  |  |
|    |                                               |  |
| 4. | "Folk-music for J.K. nr 4" (Krzysztof Zgraja) |  |
|    |                                               |  |
Strona B
| 5. | "La concha" (Krzysztof Zgraja)   |  |
|    |                                  |  |
| 6. | "Swing-tango" (Krzysztof Zgraja) |  |
|    |                                  |  |
| 7. | "Luz-blues" (Krzysztof Zgraja)   |  |
|    |                                  |  |
| 8. | "Afrosfera" (Krzysztof Zgraja)   |  |
|    |                                  |  |

## Informacje uzupełniające
- Inżynier nagrań – Horst Mauelshagen
- Zdjęcia – Jan Bortkiewicz
- Projekt okładki – Julita Gorgoń-Zgraja